# Антоновка шестисотграммовая
Антоновка шестисотграммовая (оригинальное название — Антоновка полуторафунтовая) — сорт яблони, полученный И. В. Мичуриным в виде спура (почковой вариации) в 1888 году на одной из ветвей 5-летнего дерева старого сорта Антоновка могилевская белая, и после 4 лет испытаний выпущен им в продажу за его исключительно большую величину плодов и их хорошее качество.
- Форма плода — репчато-овальная, слегка ребристая.
- Окраска — белая, с белыми подкожными точками.
- Величина — высота 98 мм, ширина 125 мм, масса 608 г.
- Плодоножка — короткая; выходит из глубокой воронки, покрытой ржавчиной.
- Чашечка — закрытая, помещается в ребристой впадине.
- Семенное гнездо — широкое с закрытыми камерами.
- Семена — средней величины, кверху заостренные, полные, тёмно-коричневой окраски.
- Мякоть — белая, сочная, мелкозернистая, на вкус сладкая, с нежной кислотой и тонким ароматом.

Время созревания — обычно сентябрь-декабрь, но, в зависимости от состава почвы, в некоторых местностях плоды могут сохраняться до марта, не теряя своей красоты и вкусовых достоинств.
Свойства дерева — полная выносливость, тучный рост, толстые побеги, широкой формы листовая пластинка и обильная урожайность. Хороший сорт для переработки.